# Mimoleiopus
Mimoleiopus is een kevergeslacht uit de familie van de boktorren (Cerambycidae). De wetenschappelijke naam van het geslacht werd voor het eerst geldig gepubliceerd in 1969 door Breuning.

## Soorten
Mimoleiopus is monotypisch en omvat slechts de volgende soort:
- Mimoleiopus sumatranus Breuning, 1969